# Seria lui Bertrand
Seria Bertrand este o serie definită prin:
{\displaystyle \sum _{n\geq 2}{\frac {1}{n^{\alpha \ln ^{\beta }n}}},\!}
unde {\displaystyle \alpha \!} și {\displaystyle \beta \!} sunt numere reale.
Este atribuită matematicianului francez Joseph Bertrand.
Exemple de serii Bertrand:
{\displaystyle \sum _{n\geq 2}{\frac {1}{n\ln n}},\;\;\sum _{n\geq 2}{\frac {\ln n}{n}},\;\;\sum _{n\geq 2}{\frac {1}{{\sqrt {n}}\ln n}}.\!}

## Studiul convergenței
Pentru a studia convergența acestei serii, mai întâi se va ține cont de faptul că dacă {\displaystyle \alpha <0,\!} atunci șirul {\displaystyle {\frac {1}{n^{\alpha }\ln ^{\beta }n}}\!} nu este mărginit deci nu tinde la zero.
Înseamnă că seria:
{\displaystyle \sum _{n\geq 2}{\frac {1}{n^{\alpha }\ln ^{\beta }n}},\!}
este divergentă.
De aceea se presupune că {\displaystyle \alpha \geq 0.\!}
Se vor considera cazurile:
- Cazul 1: {\displaystyle 0<\alpha <1\!}

Fie {\displaystyle p={\frac {\alpha +1}{2}}.\!}
Atunci {\displaystyle \alpha <p<1.\!}
Se remarcă faptul că:
{\displaystyle n^{p}\cdot {\frac {1}{n^{\alpha }\ln ^{\beta }n}}={\frac {n^{p-\alpha }}{\ln ^{\beta }n}}.\!}
Deoarece {\displaystyle p-\alpha >0,\!} avem:
{\displaystyle \lim _{n\to \infty }n^{p}\cdot {\frac {1}{n^{\alpha }\ln ^{\beta }n}}=\infty .\!}
Astfel, pentru {\displaystyle N_{0}\geq 2,\!} avem:
{\displaystyle n^{p}\cdot {\frac {1}{n^{\alpha }\ln ^{\beta }n}}>1,\!}
ceea ce implică:
{\displaystyle {\frac {1}{n^{\alpha }\ln ^{\beta }n}}>{\frac {1}{n^{p}}}.\!}
Deoarece {\displaystyle p<1\!} rezultă că seria {\displaystyle \sum {\frac {1}{n^{p}}}\!} este divergentă, deci și seria:
{\displaystyle \sum _{n\geq 2}{\frac {1}{n^{\alpha }\ln ^{\beta }n}}\!}
este divergentă.
- Cazul 2: {\displaystyle \alpha >1\!}

Fie {\displaystyle p={\frac {\alpha +1}{2}}.\!}
Deci {\displaystyle 1<p<\alpha .\!}
Avem:
{\displaystyle n^{p}\cdot {\frac {1}{n^{\alpha }\ln ^{\beta }n}}={\frac {1}{n^{\alpha -p}\ln ^{\beta }n}}.\!}
Deoarece {\displaystyle \alpha -p>0,\!} rezultă:
{\displaystyle \lim _{n\to \infty }n^{p}\cdot {\frac {1}{n^{\alpha }\ln ^{\beta }n}}=0.\!}
Astfel, pentru {\displaystyle N_{0}\geq 2,\!} se obține:
{\displaystyle n^{p}\cdot {\frac {1}{n^{\alpha }\ln ^{\beta }n}}<1.\!}
ceea ce implică:
{\displaystyle {\frac {1}{n^{\alpha }\ln ^{\beta }n}}<{\frac {1}{n^{p}}}.\!}
Seria {\displaystyle \sum {\frac {1}{n^{p}}}\!} este convergentă deoarece {\displaystyle p>1.\!}
Rezultă că seria:
{\displaystyle \sum _{n\geq 2}{\frac {1}{n^{\alpha }\ln ^{\beta }n}}\!}
este convergentă.
- Cazul 3: {\displaystyle \alpha =1\!}

Considerăm funcția:
{\displaystyle f(x)={\frac {1}{x\ln ^{\beta }x}}.\!}
E ușor de verificat că, pentru un x suficient de mare (mai exact {\displaystyle x>e^{-\beta }\!}), funcția {\displaystyle f(x)\!} este descrescătoare.
Vom demonstra atunci că:
{\displaystyle \int _{M}^{n+1}f(x)dx\leq {\frac {1}{(M+1)\ln ^{\beta }(M+1)}}+\cdots +{\frac {1}{n\ln ^{\beta }n}},\!}
și
{\displaystyle {\frac {1}{M\ln ^{\beta }M}}+\cdots +{\frac {1}{(n-1)\ln ^{\beta }(n-1)}}\leq \int _{M}^{n-1}f(x)dx,\!}
unde M este un număr întreg astfel ales încât f(x) este descrescătoare pe {\displaystyle (M,\infty ).\!}
De remarcat faptul că {\displaystyle \beta \neq 1,\!} deci:
{\displaystyle \int _{M}^{n+1}{\frac {1}{x\ln ^{\beta }x}}dx={\bigg [}{\frac {1}{1-\beta }}\ln ^{1-\beta }x{\bigg ]}_{M}^{n+1}={\frac {\ln ^{1-\beta }(n+1)-\ln ^{1-\beta }M}{1-\beta }},\!}
și dacă {\displaystyle \beta =1\!} (putem să luăm {\displaystyle M=2\!}), atunci avem:
{\displaystyle \int _{2}^{n+1}{\frac {1}{x\ln x}}dx={\bigg [}\ln(\ln x){\bigg ]}_{2}^{n+1}=\ln(\ln(n+1))-\ln(\ln 2).\!}

Se consideră trei subcazuri:

Cazul a.: {\displaystyle \beta <1,\!} atunci avem:
{\displaystyle {\frac {\ln ^{1-\beta }(n+1)-\ln ^{1-\beta }M}{1-\beta }}\leq {\frac {1}{(M+1)\ln ^{\beta }(M+1)}}+\cdots +{\frac {1}{n\ln ^{\beta }n}}.\!}
Deoarece {\displaystyle \lim _{n\to \infty }{\frac {\ln ^{1-\beta }(n+1)-\ln ^{1-\beta }M}{1-\beta }}=\infty ,\!} rezultă că seria {\displaystyle \sum {\frac {1}{n\ln ^{\beta }n}}\!} nu este mărginită, deci este divergentă.

Cazul b.: {\displaystyle \beta >1,\!} atunci avem:
{\displaystyle {\frac {1}{M\ln ^{\beta }M}}+\cdots +{\frac {1}{(n-1)\ln ^{\beta }(n-1)}}\leq {\frac {\ln ^{1-\beta }(n+1)-\ln ^{1-\beta }M}{1-\beta }},\!}
dar, deoarece:
{\displaystyle {\frac {\ln ^{1-\beta }(n+1)-\ln ^{1-\beta }M}{1-\beta }}<{\frac {1}{\beta -1}},\!}
pentru valori mari ale lui n, obținem:
{\displaystyle {\frac {1}{M\ln ^{\beta }M}}+\cdots +{\frac {1}{(n-1)\ln ^{\beta }(n-1)}}<{\frac {1}{\beta -1}},\!}
ceea ce înseamnă că șirul sumelor parțiale asociate seriei:
{\displaystyle \sum _{n\geq 2}{\frac {1}{n\ln ^{\beta }n}}\!}
este marginit.
Deci seria este convergentă.

Cazul c.: {\displaystyle \beta =1,\!} avem:
{\displaystyle \int _{2}^{n+1}{\frac {x\ln x}{d}}x\leq {\frac {1}{3\ln 3}}+\cdots +{\frac {1}{n\ln n}},\!}
ceea ce implică:
{\displaystyle \ln(\ln(n+1))-\ln(\ln 2)\leq {\frac {1}{3\ln 3}}+\cdots +{\frac {1}{n\ln n}}.\!}
Dar cum:
{\displaystyle \lim _{n\to \infty }\ln(\ln(n+1))-\ln(\ln 2)=\infty ,\!}
ajungem la concluzia că șirul sumelor parțiale asociat seriei:
{\displaystyle \sum _{n\geq 2}{\frac {1}{n\ln n}}\!}
nu este mărginit.
Deci seria nu este divergentă.

## Concluzii
În final, concluziile în ceea ce privește seria lui Bertrand:
{\displaystyle \sum _{n\geq 2}{\frac {1}{n^{\alpha }\ln ^{\beta }n}}\!}
sunt următoarele:
| {\displaystyle \alpha >1\!} | Seria este convergentă indiferent de valoarea lui {\displaystyle \beta .\!} |
| {\displaystyle \alpha <1\!} | Seria este divergentă indiferent de valoarea lui {\displaystyle \beta .\!}  |
| {\displaystyle \alpha =1\!} | Seria este convergentă dacă și numai dacă {\displaystyle \beta >1.\!}       |

## Exemple
De exemplu, seriile:
{\displaystyle \sum _{n\geq 2}{\frac {1}{n\ln n}}\!} și {\displaystyle \sum _{n\geq 2}{\frac {\ln n}{n}}\!}
sunt divergente iar seria:
{\displaystyle \sum _{n\geq 2}{\frac {\ln n}{n^{2}}}\!}
este convergentă.